# 알류샨스이스트군

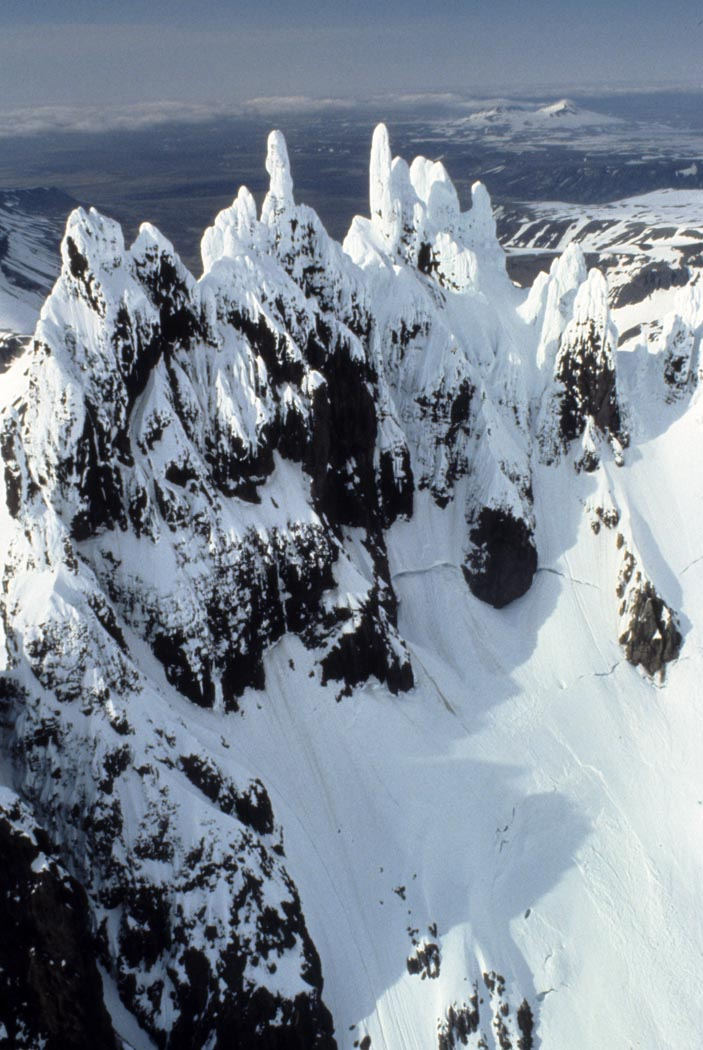

알류샨스이스트군 또는 알류샨스이스트 버러(Aleutians East Borough)는 미국 알래스카주에 위치한 군이다. 2010년 기준으로 이 지역의 인구 수는 총 3,141명이다. 2019년 추산으로 이 지역의 총 인구 수는 3,337명이다.

## 인구
| 인구조사                                  | 인구  | Note  | %±    |
| ----------------------------------------- | ----- | ----- | ----- |
| 1990년                                    | 2,464 |       | —     |
| 2000년                                    | 2,697 |       | 9.5%  |
| 2010년                                    | 3,141 |       | 16.5% |
| 2019 (추산)                               | 3,337 | [ 1 ] | 6.2%  |
| U.S. Decennial Census 1990-2000 2010-2018 |       |       |       |